# Девід Олівер
Девід Олівер (англ. David Oliver, 24 квітня 1982) — американський легкоатлет, олімпійський медаліст.

## Виступи на Олімпіадах
| Олімпіада  | Дисципліна                    | Місце |
| ---------- | ----------------------------- | ----- |
| Пекін 2008 | біг на 110 метрів з бар'єрами | 3     |